# 中華社会民主党
中華社会民主党（ちゅうかしゃかいみんしゅとう、以下社民党と称す）は1990年11月18日に台湾59番目の政党として登録され、 1991年3月1日に立法委員である朱高正により結党が宣言された台湾の政党。
結党時は「国民党爛、民進党乱（国民党は腐敗し、民進党は乱れている）」をスローガンに、「文化国家、社会国家、法治国家」としての「中華連邦共和国」を建国、責任内閣制の実施と、総統と省長直接選挙の廃止を党是とした。
社民党結党時は国民党と民進党に対抗する政界の第3勢力として期待された。主要党員党員には映画監督の侯孝賢、作家の朱天心、そして後に台北市議に当選した李承龍、新竹市議の謝治、立委の黄国鐘、民進党前雲林県支部主委の張豊吉、丁小川、藍照慶、游麗珠、張台麟、鄭竹園等があげられる。しかしその政見は統一されたものでなく、また党組織の基礎を構成する人材が乏しいため、実質上朱高正の個人政党であると評価されている。
社民党の国政選挙への参加は1991年の国大代表選に始まる。この時社民党は53名の候補者を擁立したが全員が落選、得票率は僅か3%であった。1992年の立委選では朱高正の1議席の獲得に留まる。その後朱高正が党主席を辞職すると、黄国鐘が代理主席に就任するが、政党としての活動は実質的に停止してしまった。
新党成立後、多くの社民党党員は新党に参加し、朱高正本人までもが新党への参加を表明し、新党代表として台湾省長選に出馬、選挙終了後は社民党は新党に吸収されると宣言し、ここに社民党の活動の歴史に幕を下ろすこととなった。法人格としては残っていたが2020年に正式に廃止された。